# Демиденко В'ячеслав Сергійович
В'ячеслав Сергійович Демиденко (нар. 16 січня 1935, село Омельник, тепер Кременчуцького району Полтавської області) — радянський діяч, новатор виробництва, бригадир слюсарів-монтажників Всесоюзного тресту «Спецгідроенергомонтаж» міста Саяногорска Красноярського краю. Кандидат у члени ЦК КПРС у 1981—1986 роках.

## Життєпис
Народився в селянській родині. У 1954 році закінчив середню школу.
У 1954—1958 роках — служба в Радянській армії.
У 1958—1959 роках — слюсар радгоспу «Ракитне» Кременчуцького району Полтавської області.
У 1959—1960 роках — слюсар-генераторник на будівництві Кременчуцької гідроелектростанції (ГЕС).
У 1960—1973 роках — слюсар-монтажник, бригадир слюсарів-монтажників на будівництві Братської, Красноярської, Нурецької і Капчагайської ГЕС.
Член КПРС з 1971 року.
З липня 1973 року — бригадир слюсарів-монтажників Братської дільниці Всесоюзного тресту «Спецгідроенергомонтаж» міста Саяногорска Красноярського краю.
Потім — на пенсії.

## Нагороди і звання
- орден Леніна
- орден «Знак Пошани»
- медалі